# Provincialisme gallec
El provincialisme gallec va ser un moviment polític que va sorgir a Galícia al voltant de 1840 i va constituir un dels primers antecedents del galleguisme i del nacionalisme gallec.
El seu objectiu era la recuperació de Galícia com una única província que mantingués la unitat administrativa, social, cultural i econòmica. Aquesta unitat s'havia perdut amb la divisió provincial de 1833, que havia acabat formalment amb l'anomenat regne de Galícia. Políticament va tenir el seu moment central en las revolució de 1846. Literàriament va donar lloc al Rexurdimento. El provincialisme es va gestar al voltant de la Sociedade Patriòtica i Acción Literària, un grup de joves hidalgo apassionats per la literatura, que descobririen a través d'ella la seva terra gallega, el retard en el qual estava sumida i el menyspreu amb què se'ls considerava. Es reunien a Santiago de Compostel·la periòdicament per a realitzar conferències sobre temes com la legitimitat de la pena de mort, el socialisme de Fourier o l'emancipació de la dona. Publicaven, en castellà, en mitjans creats per ells, com El Iris de Galicia, El Centinela de Galicia, El Idólatra de Galicia, El Emancipador Gallego, La Situación de Galícia, La Aurora de Galicia, etc., els títols de la qual revelen quin era el seu centre d'interès.
El seu líder més destacat va ser el periodista Antolín Faraldo, que denominava la seva activitat «La Gran Obra». Al costat d'ell, Antonio Romero Ortiz, Antonio Neira de Mosquera o Pío Rodríguez Terrazo. Com moviment mai va tenir uns ideals clars i homogenis. Es pretenia una autonomia legislativa i tributària de Galícia, mai clara, tal vegada federalista, així com la reforma del sistema universitari. El pronunciament d'abril de 1846 capitanejat pel coronel comandant d'Estat Major de la Capitania General de Galícia, Miguel Solís, contra el govern de Narváez, no tenia un caràcter regionalista, però els líders provincialistes que es van sumar a la revolta, com Faraldo i Rodríguez Terrazo, l'hi van incorporar. L'aixecament es va saldar amb l'afusellament de 12 oficials (els Màrtirs de Carral) i l'exili dels dirigents civils. L'ideari galleguista va prendre en la intel·lectualitat, donant origen al Rexurdimento.